# Cymbopogon mandalaiaensis
Cymbopogon mandalaiaensis är en gräsart som beskrevs av Soenarko. Cymbopogon mandalaiaensis ingår i släktet Cymbopogon, och familjen gräs. Inga underarter finns listade i Catalogue of Life.